# 1980年の文学
1980年の文学（1980ねんのぶんがく）では、1980年（昭和55年）の文学に関する出来事について記述する。

## できごと
- 1月17日 - 第82回芥川龍之介賞・直木三十五賞（1979年下半期）の選考委員会開催。
- 3月26日 - 哲学者のロラン・バルトが交通事故により死去。享年64。

## 賞

### 芥川賞・直木賞
第82回（1979年下半期）
- 芥川賞 - 森禮子『モッキングバードのいる町』
- 直木賞 - 該当作なし

第83回（1980年上半期）
- 芥川賞 - 該当作なし
- 直木賞 - 向田邦子「花の名前」「かわうそ」「犬小屋」、志茂田景樹『黄色い牙』

### その他の賞
- 谷崎潤一郎賞（第16回） - 河野多惠子『一年の牧歌』
- 泉鏡花文学賞（第8回） - 清水邦夫『わが魂は輝く水なり』、森万紀子『雪女』
- 群像新人文学賞（第23回） - 長谷川卓『昼と夜』
- 野間文芸新人賞（第2回） - 立松和平『遠雷』

## 1980年の本

### 小説
- 氷室冴子 『クララ白書』（集英社コバルト文庫）
- 向田邦子 『思い出トランプ』（新潮社）
- 村上春樹 『1973年のピンボール』（講談社）
- 村上龍 『コインロッカー・ベイビーズ』（講談社）

### その他
- 安部公房『都市への回路』（中央公論社）
- 西木正明 『オホーツク諜報船』（角川書店）
- 三島由紀夫 『ぼくの映画をみる尺度』（潮出版社）
- 湯村輝彦・糸井重里 『情熱のペンギンごはん』（情報センター出版局）
- 渡辺茂男・大友康夫 『どうすればいいのかな?』（福音館書店）[1]

## 物故
- 1月25日 - 塙嘉彦、日本の編集者。『中央公論』や『海』の編集者として知られる。45歳没。
- 3月26日 - ロラン・バルト、フランスの哲学者。64歳没。
- 4月6日 - ジョン・コリア、イギリス生まれの小説家。78歳没。
- 4月8日 - 吉川幸次郎、兵庫県出身の中国文学者。76歳没。
- 4月15日 - ジャン＝ポール・サルトル、フランスの哲学者・小説家。74歳没。
- 5月7日 - 野呂邦暢、長崎県出身の小説家。42歳没。
- 5月27日 - 唐木順三、長野県出身の評論家・思想家。76歳没。
- 8月12日 - 立原正秋、朝鮮半島出身の日本の小説家・詩人。54歳没。
- 8月28日 - 上林暁、高知県出身の小説家。77歳没。
- 9月22日 - 河上徹太郎、日本の評論家。78歳没。